# Mycetophila septemtrionalis
Mycetophila septemtrionalis är en tvåvingeart som först beskrevs av Toyohi Okada 1939.  Mycetophila septemtrionalis ingår i släktet Mycetophila och familjen svampmyggor. Inga underarter finns listade i Catalogue of Life.